# Hansastraße 3 (Mönchengladbach)

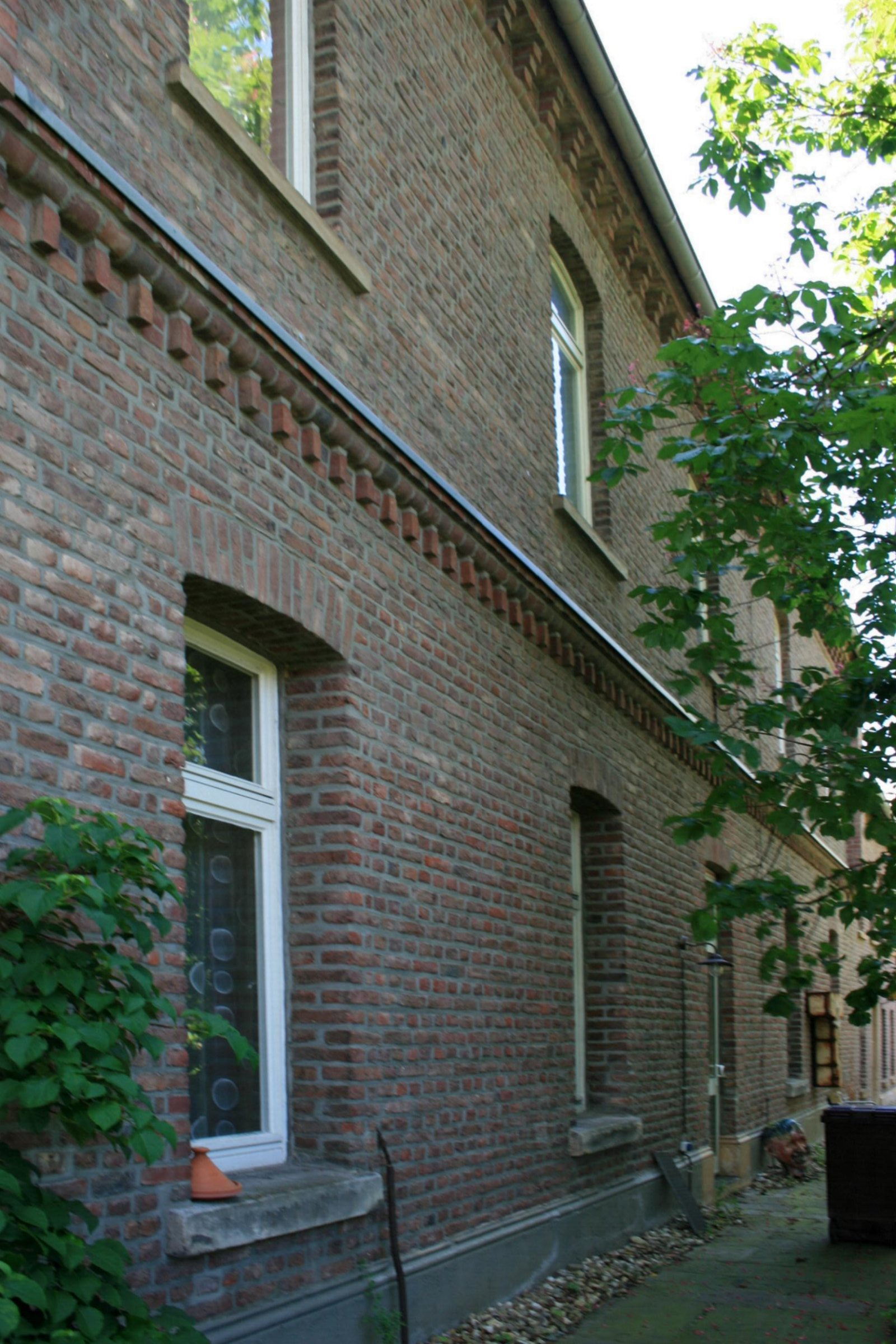
Wohn- und Atelierhaus (2010)

Das Wohn-/Atelierhaus Hansastraße 3 steht im Stadtteil Bettrath-Hoven in Mönchengladbach (Nordrhein-Westfalen).
Das Gebäude wurde 1836 erbaut. Es wurde unter Nr. H 048  am 30. August 1988 in die Denkmalliste der Stadt Mönchengladbach eingetragen.

## Architektur
Bei dem ehemaligen Schulgebäude handelt es sich um einen dreiteiligen Backsteinbau in traufseitiger Stellung, der in drei Bauphasen errichtet wurde. Ältester Gebäudeabschnitt ist der fünfachsige Mitteltrakt (Hansastraße 3), der 1836 als einstöckiges Schulgebäude errichtet wurde. 1879 wurde ein zweites, durch ein Mauergesims abgesetztes Geschoss aufgebaut. Später wurde die Schule mit den Gebäuden Hansastraße 5 (1858) und Hansastraße 1 (1867) erweitert.
Ländlicher Volksschulbau aus dem 19. Jahrhundert in für die Entstehungszeit charakteristischer schlichter Gestaltung,  der mit seinen baulichen Erweiterungszeit die Geschichtlichkeit des Ortes widerspiegelt. Eine Unterschutzstellung liegt daher im öffentlichen Interesse.